# Света Неделя (Агия Кириаки)
Вижте пояснителната страница за други значения на Света Неделя.
„Света Неделя“ (на гръцки: Ναός Αγίας Κυριακής Βελβεντού) е възрожденска православна църква в южномакедонското велвендско село Агия Кириаки (Скуляри), Егейска Македония, Гърция, част от Сервийската и Кожанска епархия.
Построена е в 1750 година над пролома на река Лафища (Скулярската река). Представлява църквичка, на чийто празник в миналото се е провеждал панаир. В 1965 година селото е прекръстено на нейно име. От 1965 година се извършват ремонтни дейности.